# Ángela Castro
Ángela Melania Castro Chirivechz (La Paz, 21 febbraio 1993) è una marciatrice boliviana.

## Biografia
Castro partecipa ai primi campionati internazionali nel 2010, a 17 anni, prendendo parte ai Campionati sudamericani under 18 e di marcia, classificandosi settima in tutte le gare. L'anno seguente ha conquistato un secondo posto a Medellín nei 10 000 metri marcia ai Campionati sudamericani juniores e partecipato ai Mondiali juniores dell'anno seguente.
Nel 2013 debutta nei seniores partecipando sia ai Campionati sudamericani di Cartagena de Indias che al suo primo Mondiali a Mosca. Successivamente vince una medaglia d'argento a Montevideo nei Campionati sudamericani under 23 e un bronzo ai Campionati sudamericani 2015. Partecipa ai Giochi olimpici di Rio de Janeiro 2016, sfilando come portabandiera nel corso delle cerimonie iniziali e conclusive della manifestazione. Negli anni successivi è salita ancora sul podio di manifestazioni sudamericane come i Giochi sudamericani, oltre che partecipare ad altre edizioni dei Mondiali.

## Palmarès
| Anno | Manifestazione                   | Sede              | Evento         | Risultato | Prestazione | Note                                     |
| ---- | -------------------------------- | ----------------- | -------------- | --------- | ----------- | ---------------------------------------- |
| 2010 | Campionati sudamericani U18      | Santiago del Cile | Marcia 5000 m  | 7ª        | 24'36"61    |                                          |
| 2011 | Campionati sudamericani juniores | Medellín          | Marcia 10000 m | Argento   | 47'37"34    |                                          |
| 2012 | Mondiali juniores                | Barcellona        | Marcia 10000 m | 9ª        | 47'09"62    |                                          |
| 2013 | Campionati sudamericani          | Cartagena         | Marcia 20000 m | 4ª        | 1h42'22"15  |                                          |
| 2013 | Mondiali                         | Mosca             | Marcia 20 km   | 46ª       | 1h36'33"    |                                          |
| 2013 | Giochi bolivariani               | Trujillo          | Marcia 20 km   | 5ª        | 1h35'58"    |                                          |
| 2014 | Campionati sudamericani U23      | Montevideo        | Marcia 20000 m | Argento   | 1h38'55"7   |                                          |
| 2014 | Campionati ibero-americani       | San Paolo         | Marcia 10000 m | 10ª       | 48'58"35    |                                          |
| 2015 | Campionati sudamericani          | Lima              | Marcia 20000 m | Bronzo    | 1h41'38"29  |                                          |
| 2016 | Giochi olimpici                  | Rio de Janeiro    | Marcia 20 km   | 18ª       | 1h32'54"    |                                          |
| 2017 | Campionati sudamericani          | Asunción          | Marcia 20000 m | Argento   | 1h32'35"2   |                                          |
| 2017 | Mondiali                         | Londra            | Marcia 20 km   | 23ª       | 1h31'34"    |                                          |
| 2017 | Giochi bolivariani               | Santa Marta       | Marcia 20 km   | Bronzo    | 1h34'05"    |                                          |
| 2018 | Giochi sudamericani              | Cochabamba        | Marcia 20 km   | Argento   | 1h34'25"    |                                          |
| 2019 | Campionati sudamericani          | Lima              | Marcia 20000 m | Argento   | 1"32'36"0   |                                          |
| 2019 | Giochi panamericani              | Lima              | Marcia 20 km   | 5ª        | 1h32'15"    | Miglior prestazione personale stagionale |
| 2019 | Mondiali                         | Doha              | Marcia 20 km   | 28ª       | 1h41'15"    |                                          |
| 2021 | Campionati sudamericani          | Guayaquil         | Marcia 20000 m | 5ª        | 1"34'35"32  |                                          |
| 2021 | Giochi olimpici                  | Tokyo             | Marcia 20 km   | 48ª       | 1h42'25"    |                                          |
| 2022 | Mondiali                         | Eugene            | Marcia 20 km   | 27ª       | 1h36'52"    | Miglior prestazione personale stagionale |
| 2022 | Giochi sudamericani              | Asunción          | Marcia 20 km   | 4ª        | 1h41'13"    |                                          |
| 2023 | Campionati sudamericani          | San Paolo         | Marcia 20000 m | 4ª        | 1h25'21"    |                                          |